# Gastrodia cunninghamii
Gastrodia cunninghamii är en orkidéart som beskrevs av Joseph Dalton Hooker. Gastrodia cunninghamii ingår i släktet Gastrodia och familjen orkidéer. Inga underarter finns listade i Catalogue of Life.